# Seznam rozhleden v Karlovarském kraji
Seznam rozhleden a vyhlídkových věží v Karlovarském kraji.
Vzhledem k nejednoznačné definici rozhleden a stále přibývajících staveb tohoto druhu je pravděpodobné, že seznam nebude úplný.

## Seznam
| Název                               | Obrázek | Galerie                                                               | Výška [m] | Okres        | Kóta [m n. m.] | Geosouřanice                     | Stručný popis                                                                                           | Stav                           |
| ----------------------------------- | ------- | --------------------------------------------------------------------- | --------- | ------------ | -------------- | -------------------------------- | --- | ------------------------------ |
| Aberg                               |         | Kategorie „Aberg (observation tower)“ na Wikimedia Commons            | 22        | Karlovy Vary | 609            | 50°12′14″ s. š., 12°50′48″ v. d. | Cihlová rozhledna na Doubské hoře pochází z roku 1905.                                                  | Nepřístupná                    |
| Rozhledna Háj u Aše                 |         | Kategorie „Háj u Aše“ na Wikimedia Commons                            | 34        | Cheb         | 757            | 50°14′ s. š., 12°12′7″ v. d.     | Kamenná stavba na vrchu Háj pochází z roku 1903.                                                        | Volně přístupná                |
| Bismarckova rozhledna (Zelená hora) |         | Kategorie „Bismarckova rozhledna (Zelená hora)“ na Wikimedia Commons  | 18        | Cheb         | 641            | 50°4′15″ s. š., 12°18′23″ v. d.  | Kamenná stavba na Zelené hoře stojí od 1909.                                                            | Volně přístupná                |
| Blatenský vrch                      |         | Kategorie „Blatenský vrch (Plattenberg)“ na Wikimedia Commons         | 21        | Karlovy Vary | 1043           | 50°24′ s. š., 12°46′54″ v. d.    | Dřevěná rozhledna s kamennou podezdívkou z roku 1913 stojí u města Horní Blatná.                        | Volně přístupná                |
| Boží vyhlídka                       |         |                                                                       | 7,7       | Karlovy Vary | 1099           | 50°24′19″ s. š., 12°55′57″ v. d. | Dřevěná rozhledna opláštěná nerezovými šablonami.                                                       | Volně přístupná                |
| Bučina                              |         | Kategorie „Kyselka - Bučina“ na Wikimedia Commons                     | 11        | Karlovy Vary | 609            | 50°15′21″ s. š., 13°0′16″ v. d.  | Kamenná stavba z roku 1880 stojí na vrchu Bučina u Kyselky.                                             | Volně přístupná                |
| Cibulka                             |         | Kategorie „Cibulka (rozhledna)“ na Wikimedia Commons                  | 26        | Sokolov      | 666            | 50°14′13″ s. š., 12°33′28″ v. d. | Ocelová stavba z roku 2014 stojí na Šibeničním vrchu u Oloví v Krušných horách.                         | Volně přístupná                |
| Diana                               |         | Kategorie „Rozhledna Diana (Karlovy Vary)“ na Wikimedia Commons       | 40        | Karlovy Vary | 556            | 50°13′8″ s. š., 12°52′21″ v. d.  | Cihlová rozhledna z roku 1914 se nachází u Karlových Varů.                                              | Volně přístupná                |
| Dyleň                               |         | Kategorie „Dyleň“ na Wikimedia Commons                                |           | Cheb         | 940            | 49°58′4″ s. š., 12°30′11″ v. d.  | Betonová věž z roku 1970 na vrchu Dyleň sloužila vojenským účelům.                                      | Nepřístupná                    |
| Goethova vyhlídka                   |         | Kategorie „Goethova vyhlídka“ na Wikimedia Commons                    | 42        | Karlovy Vary | 638            | 50°13′27″ s. š., 12°54′12″ v. d. | Cihlová rozhledna nedaleko Karlových Varů pochází z roku 1889.                                          | Nepřístupná                    |
| Hamelika                            |         | Kategorie „Hamelika (observation tower)“ na Wikimedia Commons         | 20        | Cheb         | 723            | 49°58′19″ s. š., 12°42′34″ v. d. | Kamenná stavba z roku 1876 stojí nedaleko Mariánských Lázní.                                            | Volně přístupná                |
| Hard                                |         | Kategorie „Rozhledna Hard“ na Wikimedia Commons                       | 15        | Sokolov      | 461            | 50°10′40″ s. š., 12°39′25″ v. d. | Zděná rozhledna s dřevěnou nástavba z roku 1908 stojí v Sokolově.                                       | Volně přístupná                |
| Chlum Svaté Maří                    |         | Kategorie „Chlum Svaté Maří (observation tower)“ na Wikimedia Commons | 20        | Sokolov      | 570            | 50°8′42″ s. š., 12°32′ v. d.     | Cihlová rozhledna stojící na Zeleném (Drsném) vrchu u obce Chlum Svaté Maří je součástí rodinného domu. | Nepřístupná                    |
| Kamzík                              |         | Kategorie „Rozhledna Kamzík“ na Wikimedia Commons                     | 25        | Cheb         | 700            | 49°58′39″ s. š., 12°43′ v. d.    | Hotel se zděnou rozhlednou z roku 1898 stojí u Mariánských Lázní.                                       | Nepřístupná                    |
| Klínovec                            |         | Kategorie „Klínovec“ na Wikimedia Commons                             | 17        | Karlovy Vary | 1244           | 50°23′48″ s. š., 12°58′4″ v. d.  | Zděná stavba na Klínovci pochází z roku 1884.                                                           | Přístupná                      |
| Rozhledna Krásno                    |         | Kategorie „Rozhledna na Krásenském vrchuh“ na Wikimedia Commons       | 25        | Sokolov      | 778            | 50°6′6″ s. š., 12°47′11″ v. d.   | Kamenná rozhledna z roku 1935 stojí u města Krásno.                                                     | Volně přístupná                |
| Krudum                              |         | Kategorie „Krudum“ na Wikimedia Commons                               | 50        | Sokolov      | 835            | 50°8′15″ s. š., 12°43′45″ v. d.  | Ocelová stavba na jihovýchodním vrcholu vrchu Krudum pochází z roku 2008.                               | Volně přístupná                |
| Olověný vrch                        |         | Kategorie „Olověný vrch (observation tower)“ na Wikimedia Commons     | 16        | Sokolov      | 802            | 50°22′2″ s. š., 12°30′36″ v. d.  | Turistická chata s dřevěnou rozhlednou z roku 1933 se nachází u obce Bublava.                           | Volně přístupná                |
| Panský vrch                         |         | Kategorie „Panský vrch (observation tower)“ na Wikimedia Commons      | 55        | Cheb         | 650            | 49°56′7″ s. š., 12°38′18″ v. d.  | Ocelová rozhledna nad obcí Drmoul pochází z roku 2008.                                                  | Volně přístupná                |
| Plešivec                            |         | Kategorie „Plešivec (Ore Mountains)“ na Wikimedia Commons             | 19        | Karlovy Vary | 1029           | 50°21′21″ s. š., 12°50′22″ v. d. | Turistická chata se zděnou rozhlednou na vrchu Plešivec pochází z roku 1895.                            | Volně přístupná                |
| Salingburg                          |         | Kategorie „Salingburg (observation tower)“ na Wikimedia Commons       | 10        | Cheb         | 450            | 50°6′35″ s. š., 12°21′36″ v. d.  | Kamenná stavba na jižním okraji Františkových Lázní pochází z roku 1906.                                | Volně přístupná                |
| Tisovský vrch                       |         | Kategorie „Tisový vrch (observation tower)“ na Wikimedia Commons      | 24        | Karlovy Vary | 970            | 50°20′47″ s. š., 12°44′27″ v. d. | Kamenná rozhledna z roku 1897 stojí 3 km od Nejdku.                                                     | Volně přístupná                |
| U Strejců                           |         | Kategorie „U Strejců (observation tower)“ na Wikimedia Commons        | 22        | Cheb         | 632            | 50°15′47″ s. š., 12°23′14″ v. d. | Dřevěná stavba u obce Luby pochází z roku 2005.                                                         | Volně přístupná                |
| Útvina                              |         | Kategorie „Rozhledna Třasák“ na Wikimedia Commons                     | 13        | Karlovy Vary | 610            | 50°4′4″ s. š., 12°57′30″ v. d.   | Dřevěná rozhledna z roku 2003 stojí u obce Útvina.                                                      | Volně přístupná                |
| Vávrova lávka                       |         | Kategorie „Vávrova lávka“ na Wikimedia Commons                        | 11        | Cheb         | 430            | 50°4′47″ s. š., 12°21′36″ v. d.  | Ocelová rozhledna s dřevěným opláštěním z roku 2006 je součástí lávky pro pěší přes řeku Ohři v Chebu.  | Volně přístupná                |
| Vyhlídka Karla IV.                  |         | Kategorie „Vyhlidka Karla IV.“ na Wikimedia Commons                   | 15        | Karlovy Vary | 514            | 50°12′59″ s. š., 12°52′50″ v. d. | Zděná rozhledna z roku 1877 stojí na Hamerském vrchu.                                                   | Volně přístupná                |
| Zaječí vrch                         |         | Kategorie „Zaječí posed“ na Wikimedia Commons                         | 5         | Karlovy Vary | 1010           | 50°23′23″ s. š., 12°43′22″ v. d. | Dřevěná rozhledna na Zaječím vrchu pochází z roku 2007.                                                 | Volně přístupná                |
| Zámeček u Františkových Lázní       |         | Kategorie „Zámeček (Františkovy Lázně)“ na Wikimedia Commons          | 12        | Cheb         | 450            | 50°7′11″ s. š., 12°22′5″ v. d.   | Budova restaurace se zděnou rozhlednou z roku 1916 stojí ve Františkových Lázních.                      | Přístupná pro hosty restaurace |